# Methorstteich und Rümlandteich
Methorstteich und Rümlandteich (auch „Methhörstteich und Rümland-Teich“) sind ein Naturschutzgebiet in der schleswig-holsteinischen Gemeinde Emkendorf im Kreis Rendsburg-Eckernförde. Das rund 46 Hektar große Naturschutzgebiet ist unter der Nummer 54 in das Verzeichnis der Naturschutzgebiete des Ministeriums für Landwirtschaft, Umwelt und ländliche Räume eingetragen. Es wurde 1957 ausgewiesen (Datum der Verordnung: 20. September 1957). Zuständige untere Naturschutzbehörde ist der Kreis Rendsburg-Eckernförde.
Das Naturschutzgebiet liegt südöstlich von Rendsburg am Rande eines Waldgebietes im Naturpark Westensee. Es besteht aus zwei jeweils rund 23 Hektar großen Teilflächen mit den Teichen Methorstteich und Rümlandteich. In das Naturschutzgebiet sind Uferzonen der Teiche, beim Rümlandsteich auch eine an den Teich angrenzende Fläche einbezogen. Der Methorstteich wird überwiegend von Gehölzen, der Rümlandsteich teilweise von breiten Röhrichtzonen gesäumt. Bei den Teichen handelt es sich ursprünglich um Fischteiche, die vermutlich Anfang des 20. Jahrhunderts angelegt wurden. Der Rümlandsteich wird aber inzwischen nicht mehr für die Fischzucht genutzt. Die aufgestauten Teiche werden über Bäche gespeist. Ihr Wasser fließt zur Wehrau ab. Beide Teiche befinden sich im Privatbesitz und gehören zum Gut Emkendorf.
Das Gebiet wird vom Unabhängigen Kuratorium Landschaft Schleswig-Holstein – Verband für Naturschutz und Landschaftspflege betreut.